# 日産プリンス山口販売
日産プリンス山口販売株式会社（にっさんプリンスやまぐちはんばい）とは、山口県宇部市に本社のある、日産自動車のレッドステージ店（旧サティオ店←サニー店、プリンス店）である。ただし、一部の店舗はブルーステージ店となっている。

## 沿革
- 1973年（昭和48年）5月18日 - 日産サニー山口販売株式会社を設立。
- 1999年（平成11年）11月 - 株式会社日産サティオ山口に商号変更。
- 2003年（平成15年）4月 - 日産プリンス山口販売を合併し、日産プリンス山口販売株式会社に商号変更。
- 2007年（平成19年）4月 - 日産プリンス山口販売の宇部トキワ店・光店を山口日産自動車・防長日産モーターに譲渡。山口日産自動車・防長日産モーターから萩・長門地区の5店舗と宇部空港店を譲受。ブルーステージのまま運営。
- 2007年（平成19年）12月 - 本社をサティオ宇部店から宇部空港店へ移転。

## 事業所
- 本社・宇部空港店（日産・ブルーステージ）
  - 山口県宇部市則貞6丁目8-30
- サティオ宇部店
  - 山口県宇部市南浜町2丁目6-23
- 宇部店
  - 山口県宇部市妻崎開作227-1
- サティオ小野田店
  - 山口県山陽小野田市新生2丁目1-41
- 下関店
  - 山口県下関市幡生宮の下25-20
- サティオ下関店
  - 山口県下関市貴船町4丁目2-9
- 下関中古車センター
  - 山口県下関市稗田西町11-8
- 山口店（日産・ハイパフォーマンスセンター認定）
  - 山口県山口市朝田610
- 防府店
  - 山口県防府市国衙1丁目11-12
- 萩店
  - 山口県萩市山田4259-1
- サティオ萩店
  - 山口県萩市椿東大広津3026-1
- 萩西店（日産・ブルーステージ）
  - 山口県萩市山田4166-1
- 萩モーター店（日産・ブルーステージ）
  - 山口県萩市山田4175-1
- 田万川店（日産・ブルーステージ）
  - 山口県萩市下田万堤1256
- 長門店（日産・ブルーステージ）
  - 山口県長門市東深川747-1
- 長門西店（日産・ブルーステージ）
  - 山口県長門市東深川1922-1
- 徳山西店
  - 山口県周南市川崎3丁目6-33
- 周南店
  - 山口県下松市清瀬町2丁目2-15
- サティオ下松店
  - 山口県下松市平田229-1
- 岩国店
  - 山口県岩国市立石町3丁目1-46
- サティオ岩国店
  - 山口県岩国市尾津町2丁目19-8

## 山口県内の他の日産車販売店
- 山口日産自動車（ブルーステージ店、旧日産店）
- 防長日産モーター（ブルーステージ店、旧モーター店）